# Hamburger Hafen (Zorn)
Hamburger Hafen auch Hafenbildnis (Schwedisch Hamburgs hamn) ist ein 1891 entstandenes Landschaftsbild der schwedischen Malers Anders Zorn. Die als Aquarell auf Papier ausgeführte Ansicht des Hamburger Hafens hat eine Höhe von 46,5 cm und eine Breite von 67 cm. Hauptthema der vor Ort im Auftrag der Hamburger Kunsthalle gemalten Szene ist die leicht bewegte Wasseroberfläche des Hafenbeckens. Das Bild gehörte zu der von Alfred Lichtwark, dem Direktor der Kunsthalle, initiierten Sammlung von Bildern aus Hamburg, mit der das Publikum für moderne Malerei begeistert werden sollte. Unter seinem Nachfolger Gustav Pauli kam es 1923 zum Verkauf des Bildes an das Nationalmuseum in Stockholm, in dessen Sammlung es sich seither befindet.

## Bildbeschreibung
Das Bild zeigt im Querformat eine Momentaufnahme im Hamburger Hafen. Eine diagonal vom unteren zum rechten Bildrand verlaufende Kaimauer verortet den Standpunkt des Malers direkt am Ufer. Hier, nahe einem Hafenpoller, findet sich auch die Signatur und Datierung „Zorn Hamburg 1891“. Vom Ufer aus geht der Blick über das Hafenbecken zu Gebäuden in einiger Entfernung am gegenüberliegenden Ufer. Während die Wasseroberfläche etwa die unteren zwei Drittel des Bildes einnimmt, ist das obere Drittel für den Hintergrund aus Hafenbauten und Himmel vorbehalten. Zorns Farbpalette reicht hierbei von leuchtendem Blau bis zu „schwefligem Gelb“. Zwei vor der Horizontlinie aus dem Wasser ragende dunkle Duckdalben verleihen dem ansonsten asymmetrischen Bildaufbau Struktur. Das betriebsame Geschehen des Hafens ist dabei weitestgehend in die rechte Bildhälfte verlagert. Im Vordergrund rudert ein Hafenarbeiter in einem kleinen Boot weg von der Kaimauer zur Bildmitte. Neben der rechten Duckdalbe ist der Bug eines Schiffes zu sehen, das vom seitlichen Bildrand beschnitten wird. Auffällig ist hier ein breites weißlackiertes Band am Schiffsdeck. Direkt davor liegt ein weiteres kleines Ruderboot, in dem ein Arbeiter mit einem Tau hantiert. Hinter der rechten Duckdalbe befindet sich – möglicherweise im Bereich einer Werft – ein schwarz-rot gestrichenes Frachtschiff in seitlicher Ansicht. Direkt vor dem Frachter fährt parallel ein kleiner Schlepper mit dampfendem Schornstein. Ein weiterer Schlepper wird direkt neben der linken Duckdalbe frontal gezeigt. Im Hintergrund sind Details – ob von Gebäuden, Kränen oder Schiffsaufbauten – nur schwer zu erahnen. Durch Verwischungen ergeben sich „flirrende Lichtspiele“ und eine „atmosphärische Auflösung im nebeligen Hintergrund“. Große Bereiche des Vordergrundes sind hingegen allein der Schilderung des leichten Wellengangs vorbehalten. Mit feinem sicheren Pinselstrich hat Zorn hier die Lichtreflexe und Spiegelungen des Wassers festgehalten, wobei ihm die schnelle Maltechnik des Aquarelles bei der Umsetzung entgegenkam. Während sich in Teilbereichen – etwa der Schilderung des rudernden Hafenarbeiters – eine Malweise in Anlehnung an den Realismus zeigt, schöpft Zorn bei der Wasseroberfläche aus seinem in Paris vervollständigten Stil in der Art des Impressionismus. Im Ergebnis zeigt Zorn keine repräsentative Hafenansicht, sondern ein Stimmungsbild, das die Atmosphäre des Hafenbetriebes und das Licht eines Herbsttages einfängt.

## Zorns Darstellungen des Wassers
Im Aquarell Hamburger Hafen sind große Teile des Vordergrundes der Darstellung des Wassers vorbehalten. Zorn bemaß dem Wasser dadurch nicht nur eine hervorgehobene Bedeutung, die malerische Behandlung der Wasseroberfläche gehörte auch zu den besonderen Fähigkeiten des Künstlers. Möglicherweise hatte er bereits als Kind das Spiel von Wellen und Licht auf dem heimatlichen Siljan beobachtet; ab Mitte der 1880er Jahre taucht diese Thematik wiederholt in seinen Werken auf. So schilderte er im Bild Sommerfrische (Privatbesitz) eine Szene in den Stockholmer Schären bei Dalarö mit einem im Ruderboot sitzenden Mann und einer auf einem Steg stehenden Frau. Ein Großteil dieses Bildes nimmt bereits hier der Darstellung der Wasserfläche ein, wozu Zorn später anmerkte: „Was mich offensichtlich am meisten gelockt hat, war das Spiel und die Spiegelungen des Wassers, es dazu zu bringen, sich richtig zu bewegen, das heißt die Wellen und alles andere in die richtige Perspektive zu setzen und alles mit wissenschaftlicher Schärfe zu erklären.“ Im selben Jahr unternahm Zorn mit seiner Frau Emma eine Hochzeitsreise nach Konstantinopel und malte vor Ort das Aquarell Auf dem Bospurus (Zornmuseet, Mora). Hierin wählte er für den Blick aufs Wasser die Perspektive aus einem Ruderboot heraus. 1887 folgte bei einer Reise nach Algerien das Motiv Im Hafen von Algier (Zornmuseet, Mora), bei dem zwar Orientalinnen den Vordergrund bestimmen, das Wasser aber wiederum eine wichtige Rolle einnimmt. In seiner schwedischen Heimat malte Zorn 1888 das Bild Eine Premiere (Nationalmuseum, Stockholm), die Darstellung einer nackten Frau mit Kind in Rückansicht beim Gang in ein Gewässer. Bei dieser genrehaften Aktszene nimmt abermals die Wasseroberfläche großen Raum ein. Zorn erhielt für das Bild 1889 Weltausstellung in Paris eine Medaille erster Klasse. 1890 folgten eine Reihe von Ansichten des Stockholmer Hafens, in denen er das maritime Geschehen aus wechselnden Perspektiven einfing. Hierzu gehört der Blick vom Skeppsholm-Kai, in der sich die Uferlinie der Vordergrundes als große Diagonale vom unteren zum rechten Bildrand zeigt – eine Parallele zur Ansicht des Hamburger Hafens aus dem Folgejahr. Beim Blick vom Skeppsholm-Kai (Privatsammlung) findet sich wie im Hamburg-Motiv zudem auf der linken Seite der verwischte Hintergrund der Stadtsilhouette und die Verlagerung des eigentlichen Bildgeschehens in die rechte Bildhälfte. Im Motiv Das Schlachtschiff Baltimore im Stockholmer Hafen (Privatsammlung) gab Zorn erneut der Wasseroberfläche großen Raum und nutzte als Spannungselement das vom Bildrand angeschnittene Schiff und kleinere Boot, ein Detail, das sich ähnlich in der Ansicht der Hamburger Hafens wiederfindet. Ein angeschnittenes Schiff findet sich zudem im Aquarell Från Skeppsbrokajen (Privatsammlung), das – als Hochkantbild ausgeführt – einen Frachter von vorn neben einer als Diagonale ins Bild ragenden Hafenkante zeigt. Auch in Zorns späteren Aktbildern aus seiner Heimat Dalarna, etwa dem 1894 entstandenem Bild Sommerabend (Zornmuseet), finden sich mehrfach Darstellungen der Wasseroberfläche.

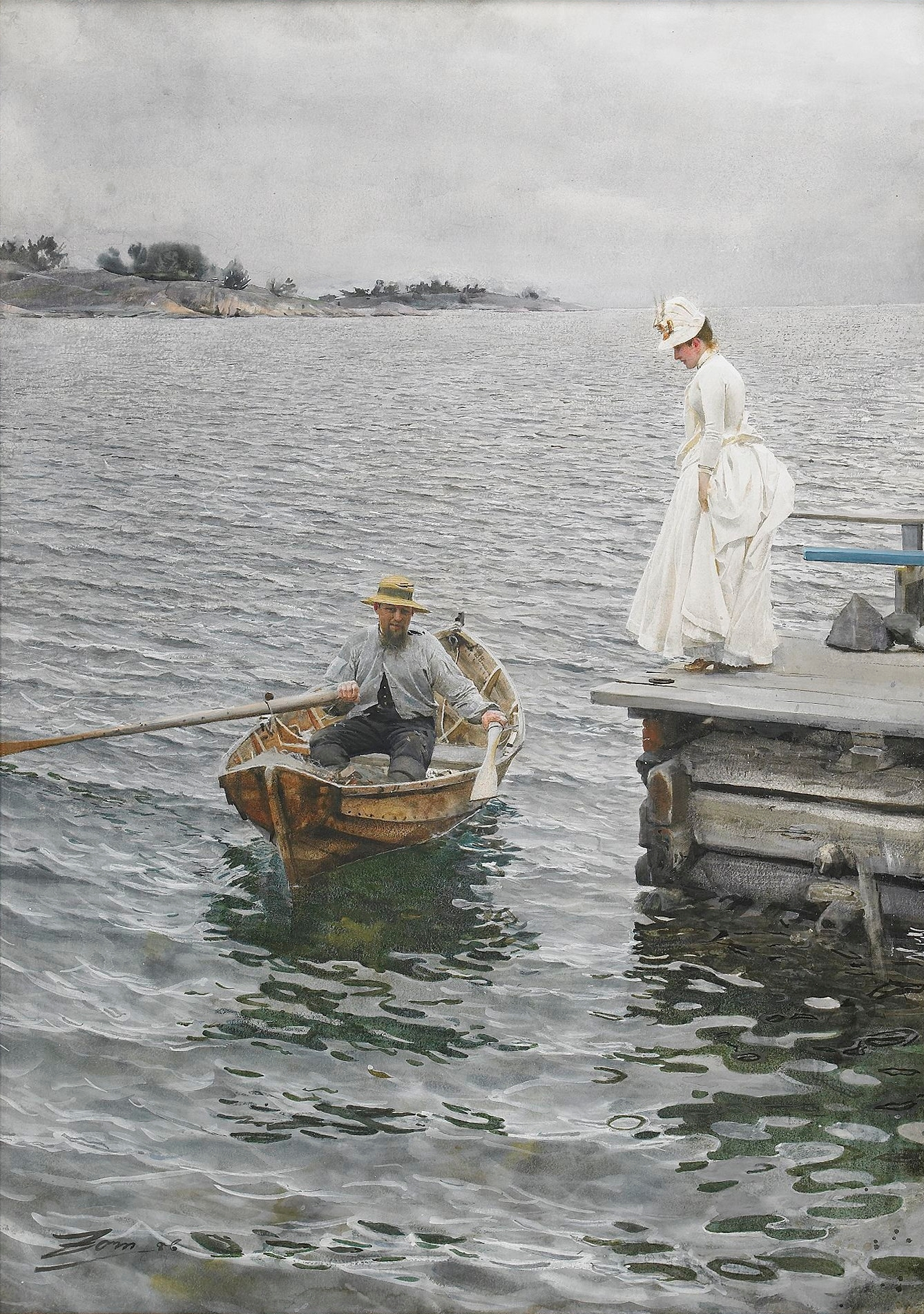
Anders Zorn: Sommerfrische, 1886
Anders Zorn: Türkischer Ruderer im Hafen von Konstantinopel, 1886
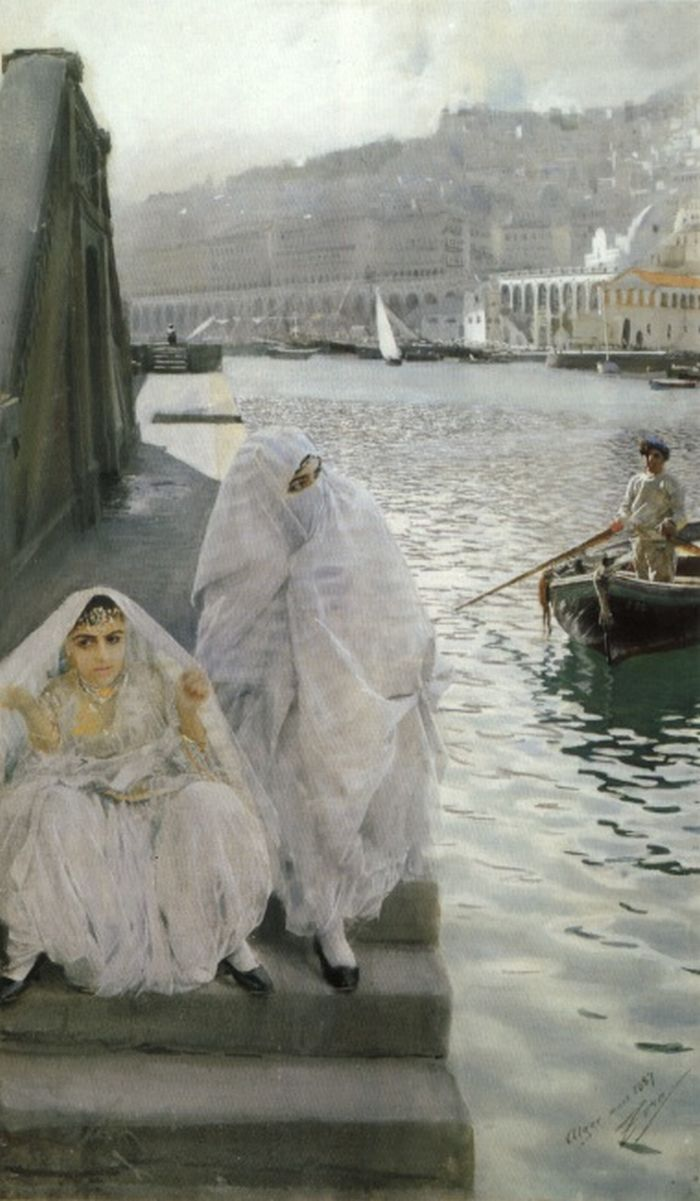
Anders Zorn: Im Hafen von Algier, 1887
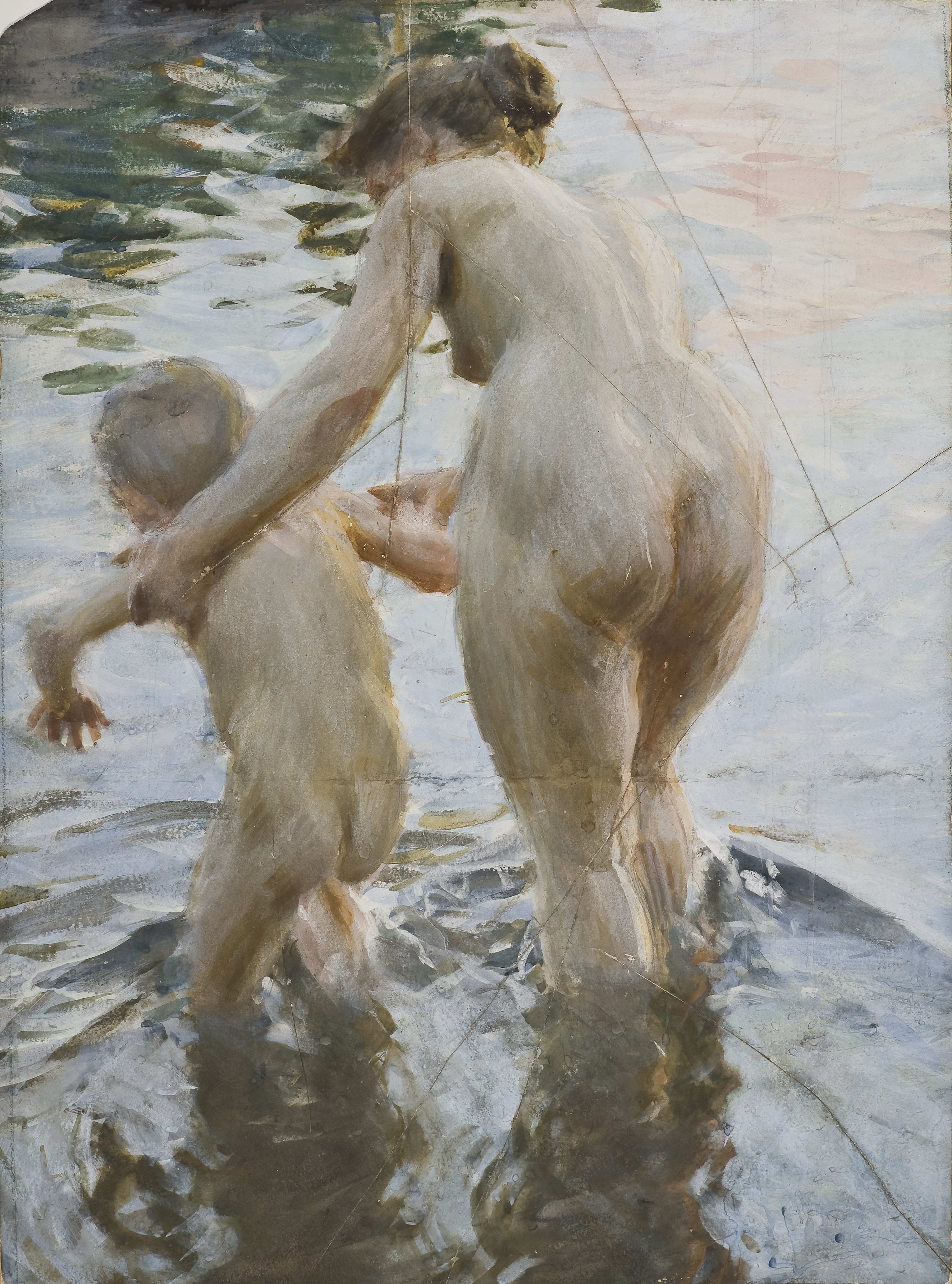
Anders Zorn: Eine Premiere, 1888
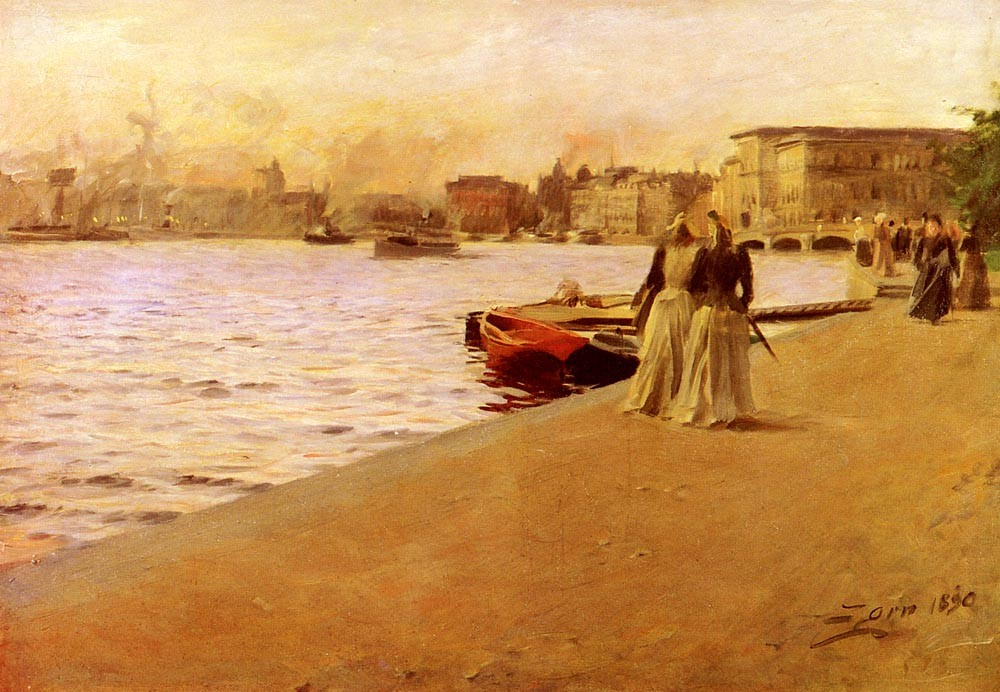
Anders Zorn: Blick vom Skeppsholmkai, 1890
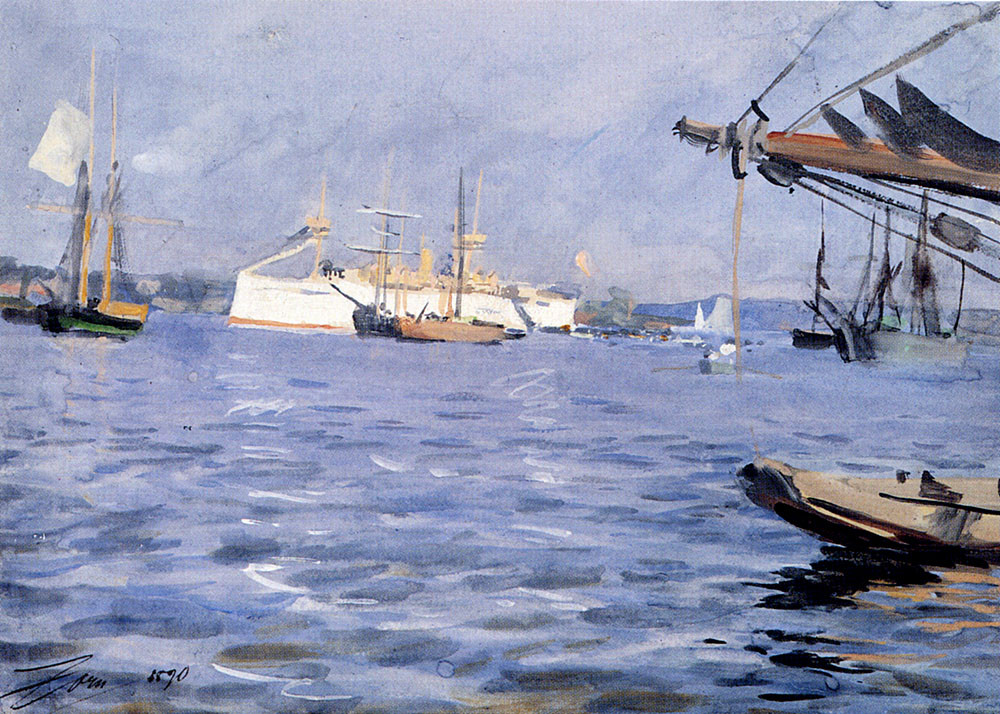
Anders Zorn: Das Schlachtschiff Baltimore im Stockholmer Hafen, 1890
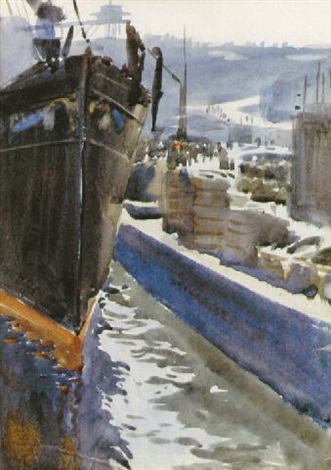
Anders Zorn: Am Skeppsbrokajen, 1890
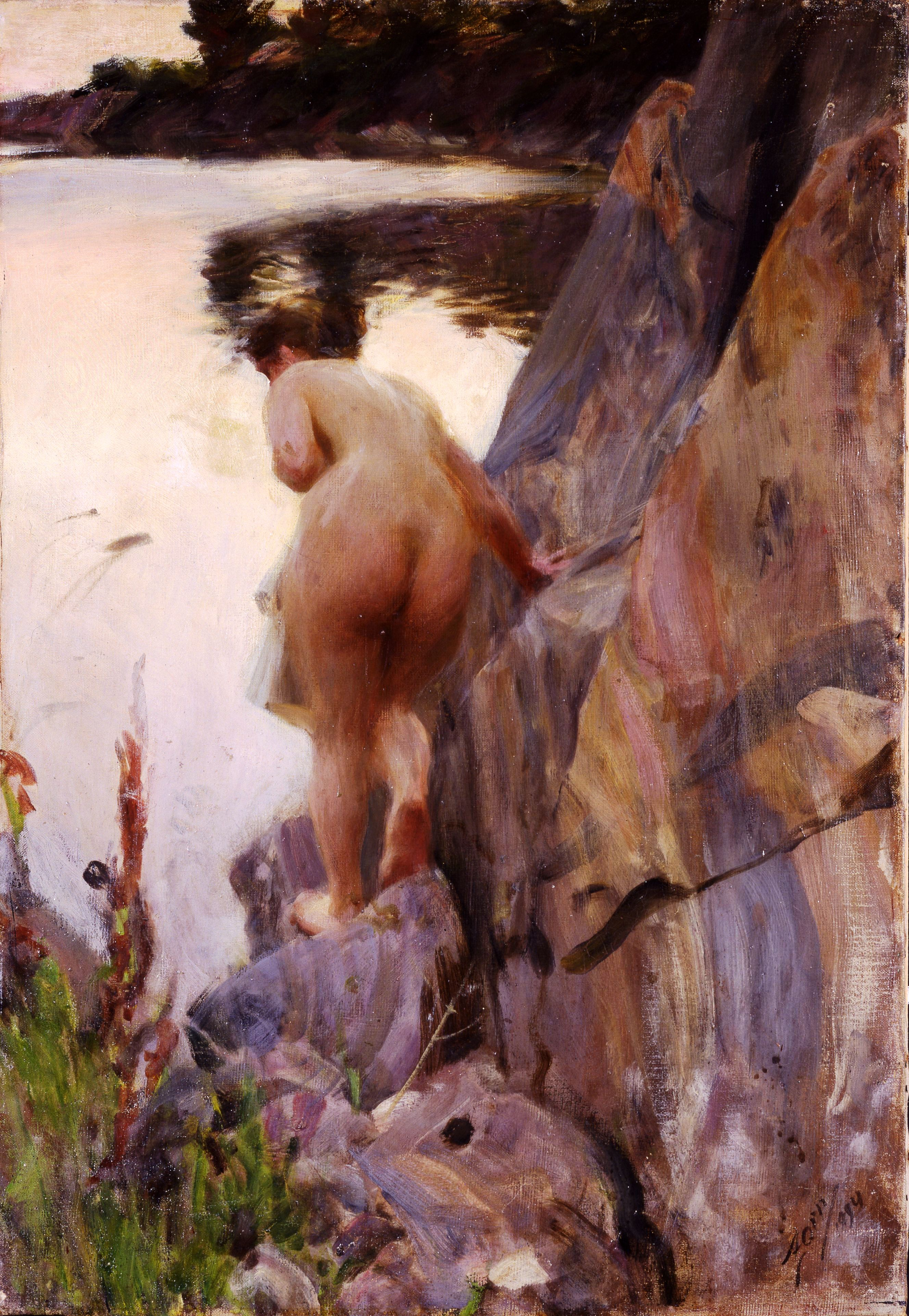
Anders Zorn: Sommerabend, 1894

## Zorns Hafenansicht – ein für Hamburg schwieriges Bild
Zorn kam erstmals 1885 auf der Durchreise nach Hamburg, wo seine Frau Emma Verwandte hatte. Künstlerisch blieb dieser Besuch jedoch ohne Spuren. Sechs Jahre später entstand seine Ansicht des Hamburger Hafens als Auftragsarbeit für die Hamburger Kunsthalle, wobei nicht überliefert ist, wie der erste Kontakt zwischen dem schwedischen Maler und dem Direktor der Kunsthalle, Alfred Lichtwark, entstand. Zorn lebte seit 1888 in Paris, wo er vor allem als erfolgreicher Porträtmaler Bekanntheit erlangte. Im Deutschen Reich waren seine Bilder 1890 und 1891 in der Münchner Jahresausstellung im Glaspalast zu sehen, wobei er dort Motive aus seiner schwedischen Heimat zeigte. Möglicherweise hatte Lichtwark in München Werke von Zorn gesehen. Denkbar ist aber auch, dass er schon vorher auf der Pariser Weltausstellung 1889 Aquarelle von Zorn sah. Wahrscheinlich spielte bei der Kontaktvermittlung zwischen Lichtwark und Zorn auch der Maler Max Liebermann eine gewichtige Rolle. Er war mit Lichtwark befreundet und traf Zorn spätestens 1891 in Paris, als dieser eine Radierung mit dem Porträt Liebermanns schuf.
Am 17. Oktober 1891 schrieb Lichtwark an Zorn einen Brief, in dem er den Maler um ein Motiv vom Hamburger Hafen bat. Er hatte angedeutet, der Kunsthalle stünden noch Geldmittel für den Ankauf von ein oder zwei Aquarellbildern zur Verfügung. Lichtwark hatte seit 1889 begonnen eine Sammlung von Bildern aus Hamburg aufzubauen, mit denen er das konservative Publikum an die moderne Malerei heranführen wollte. Durch den Fokus auf Hamburger Themen sprach er zugleich den Lokalpatriotismus des Publikums an. Nachdem bereits eine Reihe von Hamburger Künstlern und verschiedene Maler aus Deutschland eingeladen wurden, zu dieser Sammlung Werke beizusteuern, suchte Lichtwark nun auch ausländische Künstler für dieses Projekt zu gewinnen. Anders Zorn machte hierbei den Anfang, dem andere Künstler aus Skandinavien aber auch aus Frankreich folgen sollten. Zorn war für Lichtwark besonders interessant, da dieser für seine Aquarelle bekannt war und diese Gattung in der Sammlung der Kunsthalle ausgebaut werden sollte. Zorn reiste Ende November/Anfang Dezember 1891 nach Hamburg und wohnte erneut bei Verwandten. Lichtwark traf er bei dieser Gelegenheit nicht an. Seine Arbeit im Hafen beschrieb Zorn wie folgt:

„Es war nasskalt und eisig da draußen auf dem Kaiserhöft, aber interessant, diese schlammige Brühe des Wassers zu malen, große und kleine Dampfer, Rauch, Ruß und Nebel.“

Mit der Bezeichnung Kaiserhöft gab Zorn den Ort an, von dem aus er sein Motiv wählte. Gemeint ist der Bereich der vormaligen Johns’schen Ecke, auf dem später der Kaispeicher A entstand. Heute steht hier die Elbphilharmonie, von der – wie bei Zorns Aufenthalt – ebenfalls ein Ausblick über den Hafen möglich ist. Zorn malte von hier aus mehrere Ansichten des Hafens. Dazu gehören neben dem Bild Hamburger Hafen weiterhin die beiden Aquarelle mit jeweils dem Titel Im Hamburger Hafen (I Hamburgs hamn), die heute im Zornmuseet in Mora aufbewahrt werden. Zum einen wandelte er das Motiv des Bildes Hamburger Hafen ab und führte es als Hochformat aus, bei dem das Geschehen mit Hafenarbeiter im Ruderboot und angeschnittenem Schiff auf die linke Seite verlagert wurde; zum anderen malte er ein Motiv im Querformat mit mehreren dicht nebeneinanderliegenden Schiffen und einer großen Wasserfläche im Vordergrund, wobei er dabei auf eine Figurendarstellung verzichtete. Zorn überließ der Hamburger Kunsthalle zwei Aquarelle zur Ansicht, wovon Lichtwark das Bild Hamburger Hafen für die Museumssammlung auswählte. Das andere Aquarell – unklar ist welches – sandte er zusammen mit einigen seiner Radierungen an Zorn zurück. Im Begleitschreiben vom 8. Dezember 1891 schmeichelte Lichtwark dem Maler zwar, in dem er dessen „qualités superbes et très-personnelles“ (großartigen und sehr persönlichen Qualitäten) hervorhob, zugleich urteilte er aber über Zorns Hafenmotiv, das Museum habe sich eher ein Bild gewünscht, welches deutlicher des Künstlers „votre manière de voir et de faire“ (Art zu sehen und zu malen) zum Ausdruck bringe. Danach lagerte das Aquarell Hamburger Hafen zehn Jahre im Depot der Hamburger Kunsthalle und Zorn musste vergeblich auf sein Honorar warten.

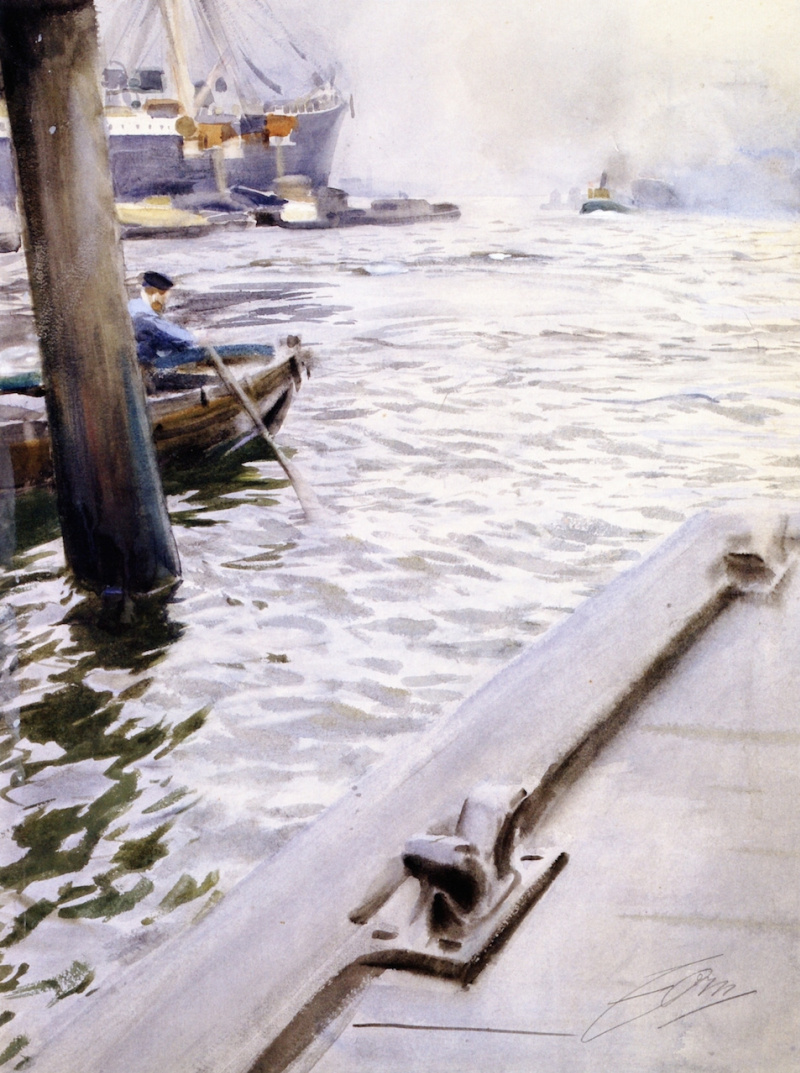
Anders Zorn: Im Hamburger Hafen, 1891
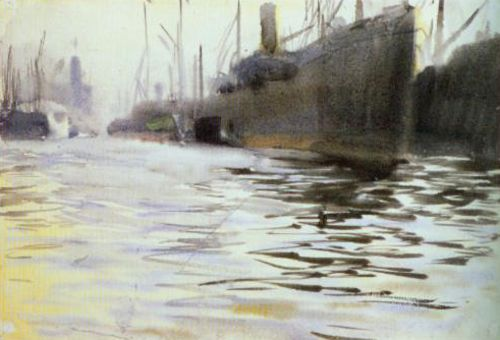
Anders Zorn: Im Hamburger Hafen, 1891

Möglicherweise traute sich Lichtwark nicht, Zorns Hafenmotiv mit seiner „schmutzigen Farbigkeit“ auszustellen, da er einen erneuten Eklat in der Kunsthalle vermeiden wollte. Vorausgegangen war der Skandal um Max Liebermanns Porträt des Bürgermeisters Carl Friedrich Petersen, das ebenfalls 1891 für die Sammlung von Bildern aus Hamburg geschaffen wurde. Obwohl Carl Friedrich Petersen in der traditionellen Amtstracht dargestellt ist, fanden der Porträtierte und der Kunstverein als Träger des Museums wenig gefallen an Liebermanns Ausführung. Der Realismus, mit dem Liebermann einen alten Mann mit gekrümmten Rücken darstellte, erschien den Zeitgenossen als wenig schmeichelhaftes Bildnis.
Später berichtete Lichtwark an Zorn, die Kommission für die Verwaltung der Kunsthalle lobe seine „fraîcheur“ (Frische) und „priginalité“ (Originalität), wobei sich die Äußerungen auf dessen Radierungen bezogen. Zorns Radierungen wurden – anders als sein Aquarell – 1892 in zwei Ausstellungen in der Hamburger Kunsthalle gezeigt. In den Folgejahren trug Lichtwark für die Kunsthalle eine beachtliche Sammlung von Zorns Radierungen zusammen, was seine Wertschätzung für den Künstler insgesamt unterstreicht. Andererseits erfolgte auch nach Jahren keine Bezahlung für das Aquarell, sodass Zorn das Bild schließlich zurückforderte. Erst 1901 – möglicherweise beurteilte Lichtwark die Akzeptanz des Bildes nun positiv – erwarb die Kunsthalle Zorns Hamburger Hafen aus Staatsmitteln. Lichtwark war letztlich auch von Zorns Aquarell Hamburger Hafen sehr angetan und lobte dessen Darstellung von Hafen und Elbe. Nach Lichtwarks Tod 1914 wurde Gustav Pauli dessen Nachfolger als Direktor der Kunsthalle. Er veräußerte in den 1920er Jahren einige der Werke, die sein Vorgänger für die Kunsthalle erworben hatte. Dazu gehörte auch Zorns Bild Hamburger Hafen, das die Hamburger Kunsthalle 1923 für 4.500 Schwedische Kronen an das Nationalmuseum in Stockholm verkaufte. Die Mittel für den Ankauf stammten aus der Stiftung des Löwenadlerska fonden.